# مهران هاكوبيان

منحونة البداية لمهران هاكوبيان.

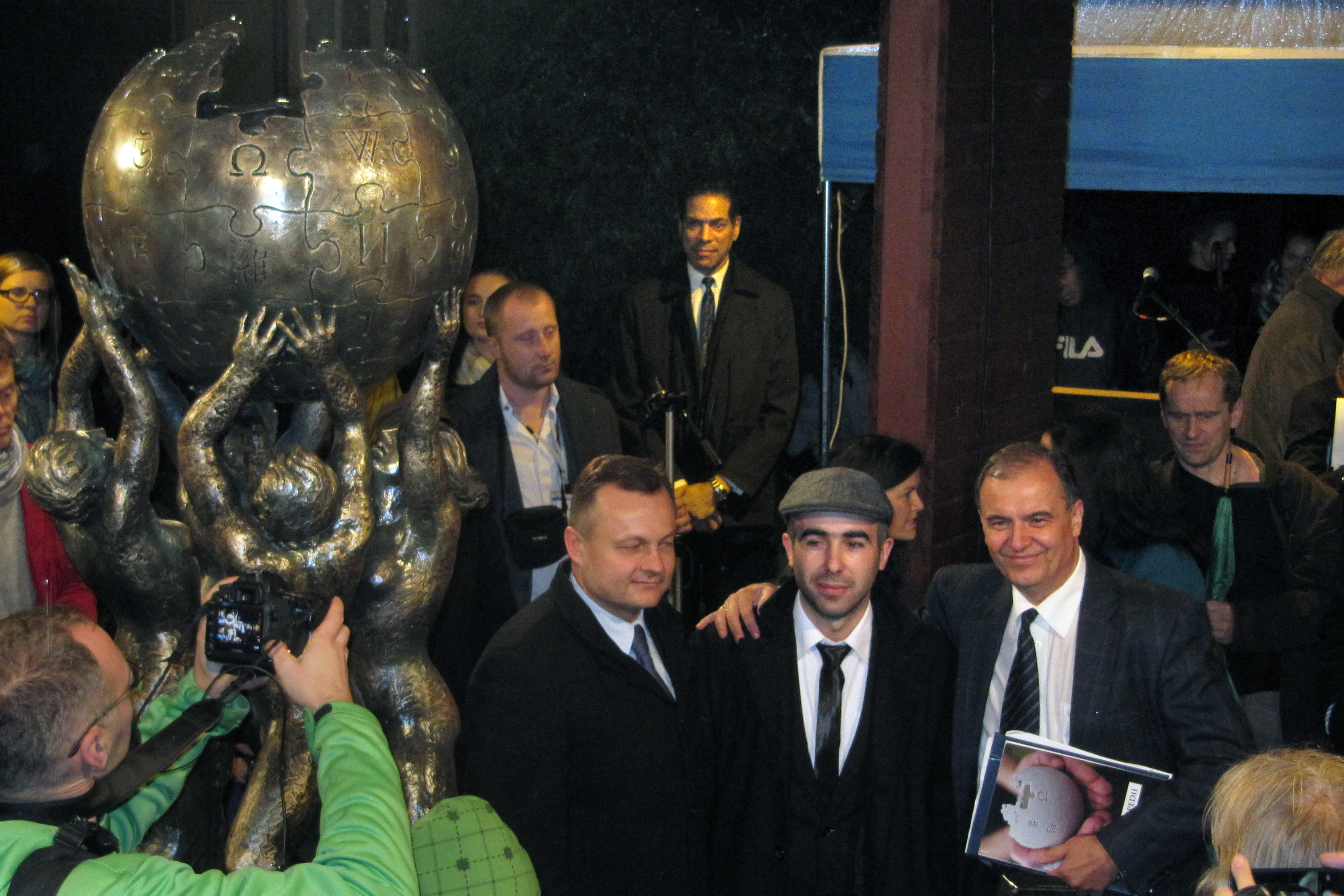
مهران هاكوبيان مع رئيس بلدية سوبيتشي توماسز سيزيفيتش وكرزيستوف فويتشوفسكي

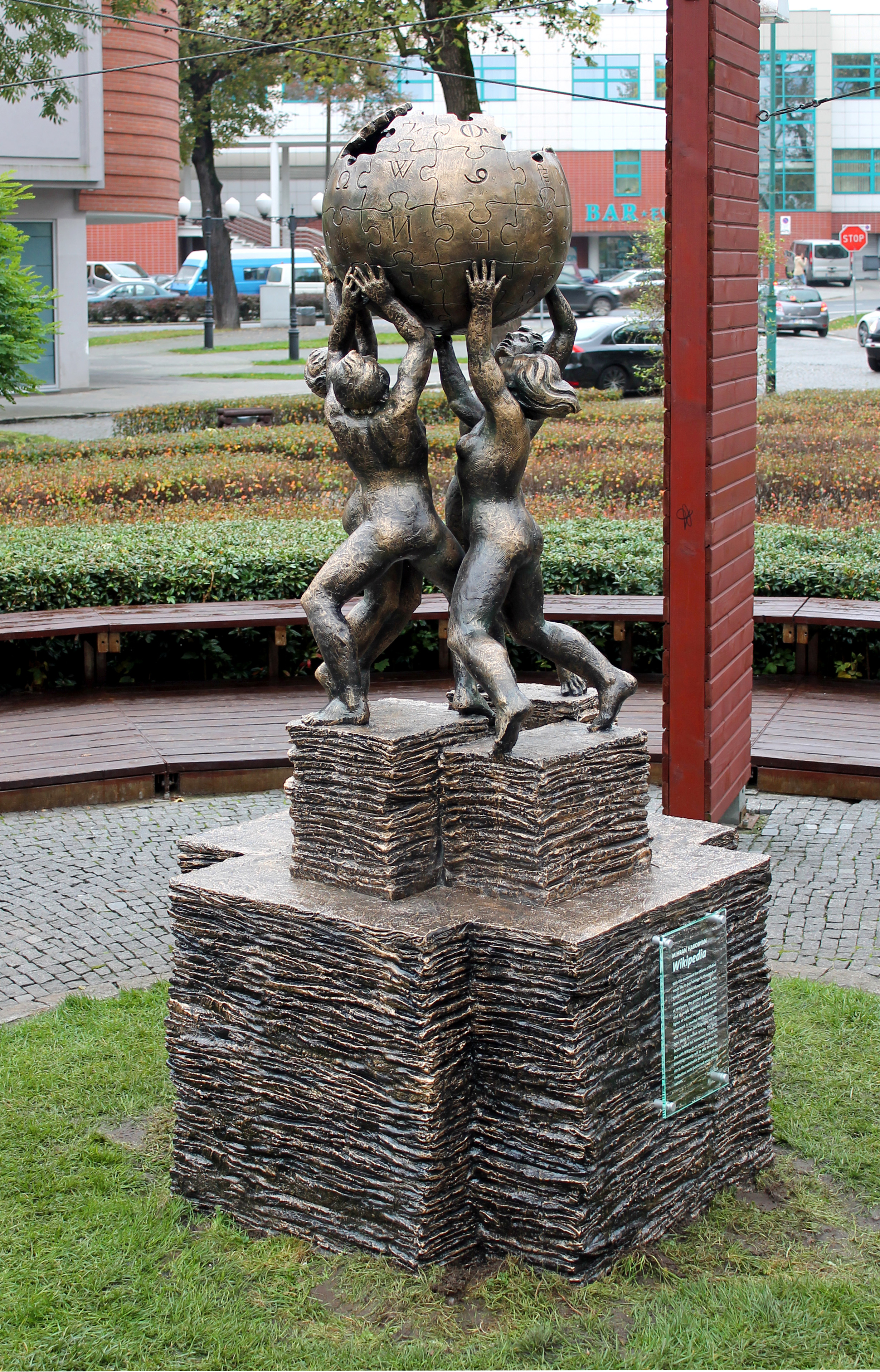
نصب ويكيبيديا التذكاري (2014) في سوبيتسه، بولندا

مهران هاكوبيان (بالأرمنية: Միհրան Հակոբյան)‏؛ نحات أرمني من مواليد 18 فبراير 1984. أنشأ عام 2014 نصب ويكيبيديا التذكاري في سوبيتس، وهو أول نصب من نوعه.

## سيرته الشخصية
ولد مهران هاكوبيان في ستيباناكيرت. توفي والده، النحات أرمين هاكوبيان (1941-1990)، خلال حرب قرة باغ الأولى. من عام 2000 إلى عام 2006، درس النحت في أكاديمية يريفان الحكومية للفنون الجميلة. عمل بعد ذلك في مهنته في أرمينيا وروسيا، وشارك في عدة معارض في ستيباناكيرت ويريفان.
في عام 2001، أصبح عضوًا في اتحاد الفنانين في جمهورية أرتساخ. في عام 2011، شارك في ندوة دولية حول النحت في مدينة شوشا. يصنع هاكوبيان بشكل أساسي منحوتات من الحجر أو الخشب أو البرونز أو الرخام. من عام 2010 حتى عام 2013 درس فقه اللغة البولندية في الكلية البولندية في سوبيتس. في 2012 حصل هاكوبيان على منحة دراسية من مؤسسة كولكزيك البولندية.
بناء على فكرة مدير الكلية البولندية، كريستوفر وجسيتشوفسكي، أنشأ هاكوبيان نصب ويكيبيديا التذكاري في سوبيتس. في 22 أكتوبر 2014 حيث تم الكشف عن النصب التذكاري في ساحة فرانكفورت. تمت رعاية النصب التذكاري من قبل مدينة سوبيتس بـ 62000 زلوتي.
يعمل مهران هاكوبيان أيضًا في الرسوم الكاريكاتورية، باستعمال شخصيات البلاستيسين. حصل على جائزة الجمهور في مهرجان موسكو للأفلام القصيرة سنة 2013. عن رسوماته الكرتونية "Зонтик" (مظلة) عن قصة ليونيد ينجباروف

## وصلات خارجية
- موقع مهران هاكوبيان
- أعمال مهران هاكوبيان - الفن الحديث
- أقيم أول نصب تذكاري لـويكيبيديا في العالم في سوبيتسه - غازيتا ويبوركزا، 23. أكتوبر 2014 (البولندية)
- صاحب أول نصب تذكاري لويكيبيديا